# NGC 3184
NGC 3184 ist eine Balken-Spiralgalaxie mit ausgedehnten Sternentstehungsgebieten vom Hubble-Typ SBc im Sternbild Großer Bär am Nordsternhimmel. Die Galaxie ist schätzungsweise 26 Millionen Lichtjahre von der Milchstraße entfernt und hat einen Durchmesser von 60.000 Lichtjahren. Im selben Himmelsareal befindet sich u. a. die Galaxie NGC 3179.
Die Supernovae SN 1921B (Typ-II), SN 1921C (Typ-I), SN 1937F (TypIIP) und SN 1999gi (Typ-IIP) wurden hier beobachtet.
Das Objekt wurde am 18. März 1787 von Wilhelm Herschel entdeckt. Wie sich herausstellte, handelt es sich bei den im NGC-Katalog als NGC 3180 und NGC 3181 katalogisierten Objekten um H-II-Regionen innerhalb von NGC 3184.

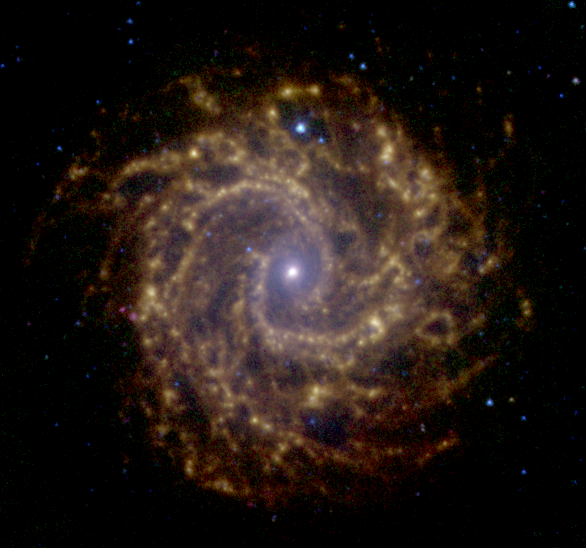
Infrarot-Aufnahme von NGC 3184 vom Spitzer-Weltraumteleskop